# Fulton (Missisipi)
Fulton – miasto w Stanach Zjednoczonych, w stanie Missisipi, siedziba administracyjna hrabstwa Itawamba.